# IC 1396
IC 1396 је емисиона маглина у сазвјежђу Цефеј која се налази на листи објеката дубоког неба у Индекс каталогу.
Деклинација објекта је + 57° 29' 20" а ректасцензија 21h 38m 54,0s. IC 1396 је још познат и под ознакама LBN 451/452, SG 1.19.